# Marit Strømøy
Marit Strømøy (Sandefjord, 25 settembre 1976) è una pilota motonautica norvegese che compete nel campionato di F1H2O con il team Stromoy Racing.
Vincitrice nel 2015 del primo posto della ultima tappa del campionato mondiale prima volta nella storia. Marit Stromoy, ricopre il ruolo di rappresentante dei piloti di formula 1 all'interno della federazione motonautica mondiale UIM.

## Inizio della carriera
Figlia del pilota norvegese Leif Stromoy, inizia la sua carriera nel 1989 nella classe inshore T-250 (attuale GT15), successivamente compete in gare di S-550 ottenendo tre titoli europei e due titoli norvegesi. tra il 2006 e il 1009 compete nella 24 ore di Rühen ottenendo 3 podi.

### Formula 2
Nel 1999 inizia la sua carriera in Formula 2 che la porta ad ottenere un terzo posto nel campionato Europeo nel 2007 anno in cui partecipa per la prima volta ad una gara di Formula 1.

### Formula 1
Dal 2011 + una pilota ufficiale del campionato. Nell anno 2015 Marit ottiene un quarto posto nella classifica generale del Mondiale con un sensazionale primo posto nella ultima tappa del mondiale a Sharjah. Questo risultato le ha fatto conferire diverse onorificenze in Norvegia. Marit Stromoy é cosí stata la prima donna in assoluto ad aver vinto una gara di un campionato motoristico di alto livello.  Nel 2019 Marit Stromoy ottiene la terza posizione nella classifica generale del Mondiale. Dal 2021 Marit Stromoy é direttrice del proprio team di F1H2O.